# Jongeren Advies Centrum (België)

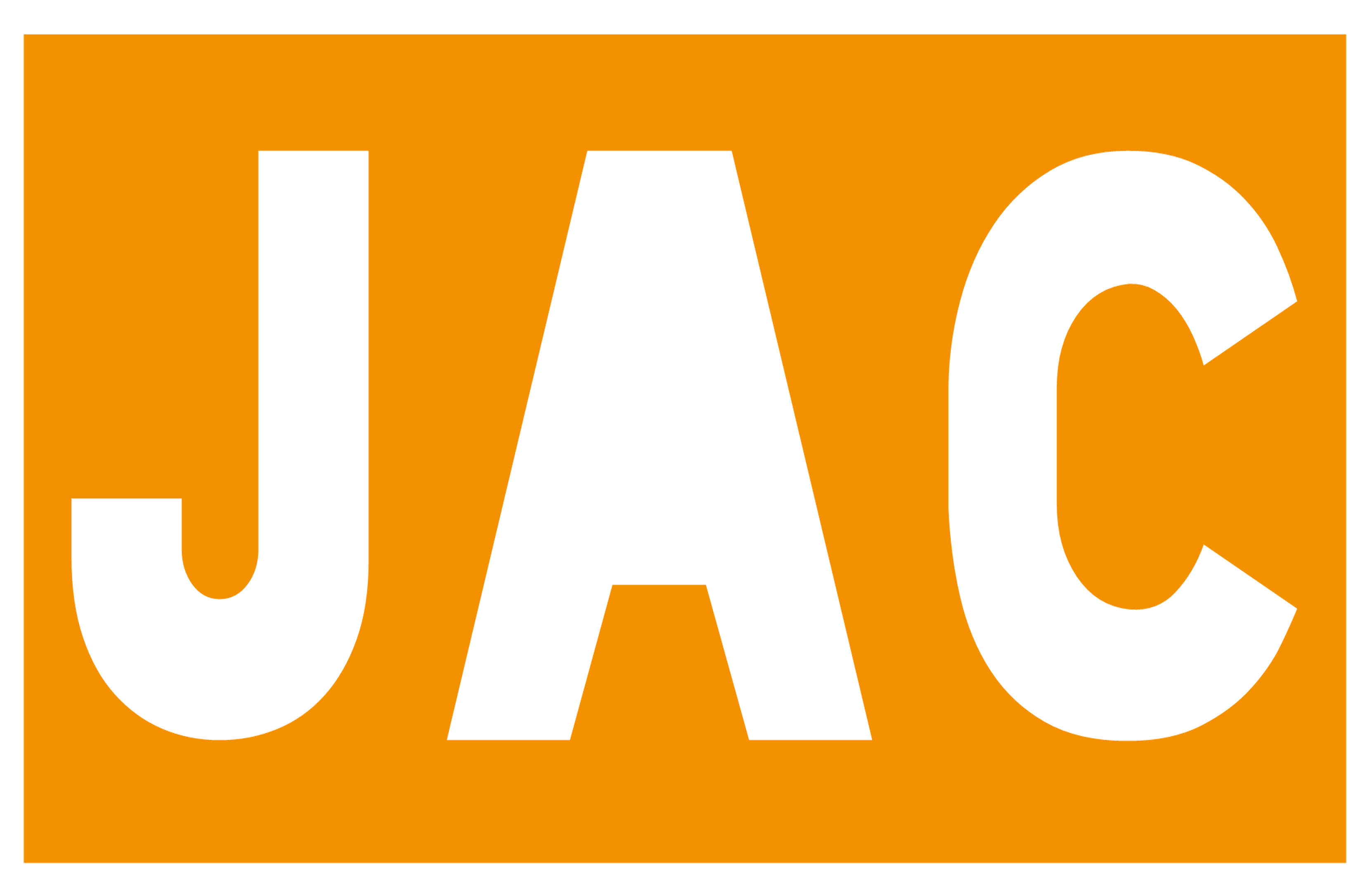
Logo van het JAC

Het JAC (afkorting van 'JongerenAanbod van het CAW'; voorheen afkorting van 'JongerenAdviesCentrum') is in Vlaanderen en Brussel het aanbod van het Centrum Algemeen Welzijnswerk (CAW) voor jongeren tussen 12 en 25 jaar met vragen en problemen op het gebied van wonen, financiën, pesten, mentaal welzijn, relaties en drugs.

## Geschiedenis
De JAC's ontstonden eind jaren 60 van de twintigste eeuw, als instrument van seksuele ontvoogding. Men kon er (zo nodig anoniem) informatie krijgen over zaken als voorbehoedsmiddelen en abortus. Het had bij de aanvang een nogal anarchistisch en maatschappijkritisch imago, want ook met vragen over bijvoorbeeld (weigering van) legerdienst en schoolverzuim kon men er terecht. Sinds 2012 staat de afkorting niet langer voor 'Jongeren Advies Centrum'. Het is gewoon de naam van de jongerenwerking van het CAW. Eventueel kan het als afkorting van jongerenaanbod CAW gebruikt worden.
Sinds begin 21e eeuw evolueerden de JAC's naar een meer algemene laagdrempelige sociale dienstverlening aan jongeren. Het is een jongerenafdeling van een Centrum voor Algemeen Welzijnswerk, en dus erkend en gesubsidieerd door de Vlaamse overheid.

## Aanbod
De dienstverlening is gratis. In Vlaanderen en Brussel zijn er JAC's, elk met meerdere vestigingsplaatsen, zodat men in bijna elke gemeente terechtkan.
Allerhande vragen worden er anoniem behandeld: (zelfstandig-) wonen, (studenten-)arbeid, relatievorming en seksualiteit, schoolreglement, jongerenrechten, kindermishandeling, (cyber-)pesten.
Jongeren kunnen hier terecht op afspraak, maar kunnen ook tijdens de openingsuren langskomen. Jongeren kunnen ook telefoneren of chatten met een hulpverlener.
Behalve via gesprekken, (een luisterend oor) tracht men ook te helpen door zo nodig door te verwijzen naar meer aangepaste of gespecialiseerde hulpverlening zoals de kinderpsychiater of andere medische hulp, het Centrum voor Leerlingenbegeleiding, politie of gerecht (justitiehuis).
JAC is ook vaak aanwezig in een Overkophuis.